# Camillius Paulus
Camillius Paulus war ein antiker römischer Goldschmied (aurifex), der in der mittleren Kaiserzeit (2./3. Jahrhundert) in der Schweiz tätig war.
Er ist einzig durch die Inschrift seines Grabaltars bekannt, die sich bis 1816 in der Krypta der Kirche von Amsoldingen bei Thun befand und heute im Hof von Schloss Thun aufbewahrt wird. Aus der Inschrift geht hervor, dass er mit seinem Vater, dem Goldschmied Camillius Polynices bestattet und gleichfalls als Goldschmied tätig war sowie 33 Jahre alt wurde. Es wird angenommen, dass der Grabaltar aus Aventicum (Avenches) kommt. Vermutlich handelt es sich um zwei Freigelassene der helvetisch-aristokratischen Familie der Camilli; ihre zweiten Namen Polynices und Paulus könnten auf eine östliche Herkunft deuten, die für den Vater durch die Herkunftsangabe Lydien gesichert ist.